# Abdelmadjid Tebboune
Abdelmadjid Tebboune (arabsko عبد المجيد تبون), alžirski politik, * 17. november 1945, Mécheria, Francoska Alžirija.
Tebboune je bil minister za komunikacije (1991–2000), alžirski minister za stanovanja in urbanizacijo (1999, 2001–2002, 2012–2013), minister za stanovanja, urbanizem in mesta (2013–2017) ter predsednik vlade (2017). Leta 2019 je postal predsednik Alžirije. Hkrati je minister za obrambo in vrhovni poveljnik alžirske vojske.